# Hiệp thông
Trong Kitô giáo, hiệp thông hay thông công là mối quan hệ giữa tín hữu với Thiên Chúa và giữa những người trong Hội Thánh (hoặc giáo hội) với nhau. Hiệp thông có tiếng gốc Hi Lạp là κοινωνία koinonia xuất hiện trong Thư thứ nhất gửi tín hữu Côrintô; còn tiếng Latinh communio, nghĩa là "cộng đoàn" hay là "tham gia vào cộng đoàn". Thuật ngữ này cũng được chỉ việc Rước Lễ, tức là hành vi tiếp nhận bánh và rượu mà đã trở thành Thánh Thể và Máu Thánh của Chúa Kitô (Thánh Thể) như một hình thức tham gia cộng đồng với sự hiểu biết và với sự đồng thuận.

## Ý nghĩa
Trong Thư thứ nhất gửi tín hữu Côrintô mà Sứ đồ Phaolô và Sosthenes gởi cho các Kitô hữu tại thành Côrintô (Corinth), Hy Lạp, có viết:
| “                                      | Khi ta nâng chén chúc tụng mà cảm tạ Thiên Chúa, há chẳng phải là dự phần vào Máu Đức Ki-tô ư? Và khi ta cùng bẻ Bánh Thánh, đó chẳng phải là dự phần vào Thân Thể Người sao? Bởi vì chỉ có một tấm Bánh, và tất cả chúng ta chia sẻ cùng một Bánh ấy, nên tuy nhiều người, chúng ta cũng chỉ là một thân thể. | ” |
| — Thư 1 gửi tín hữu Cô-rin-tô 10:16-17 | |   |

- Ý nghĩa thuộc linh: hiệp thông là sự giao tiếp giữa Kitô hữu với Thiên Chúa, được thể hiện qua các hình thức như cầu nguyện, xưng tội và thờ phượng. Nhưng mối quan hệ này là ở bên trong tâm linh của mỗi cá nhân với Thiên Chúa. Nếu ai phạm những tội trọng mà không chịu ăn năn, xưng tội để được tha thứ mà vẫn tiếp tục sa vào tội lỗi thì mối quan hệ của người đó với Chúa sẽ bị chia cắt.
- Ý nghĩa thuộc thể: Hiệp thông là mối quan hệ giữa các Kitô hữu với nhau được thể hiện qua tình yêu thương, sự quan tâm, chăm sóc, cầu nguyện và chia sẻ lời Chúa với nhau như điều mà Chúa Giêsu dạy: "Anh em hãy yêu thương nhau như Thầy đã yêu thương anh em" (Phúc âm Gioan 15:12).

Đối với Giáo hội Công giáo Rôma, hiệp thông còn mang ý nghĩa là mối quan hệ về tổ chức trong Giáo hội. Một người bị mất đi sự hiệp thông khi bị một án phạt vạ tuyệt thông, khi ấy, người này bị khai trừ khỏi giáo hội và không được nhận lãnh bất kỳ ơn ích nào từ hoạt động thờ phượng của giáo hội.